# .44 Magnum

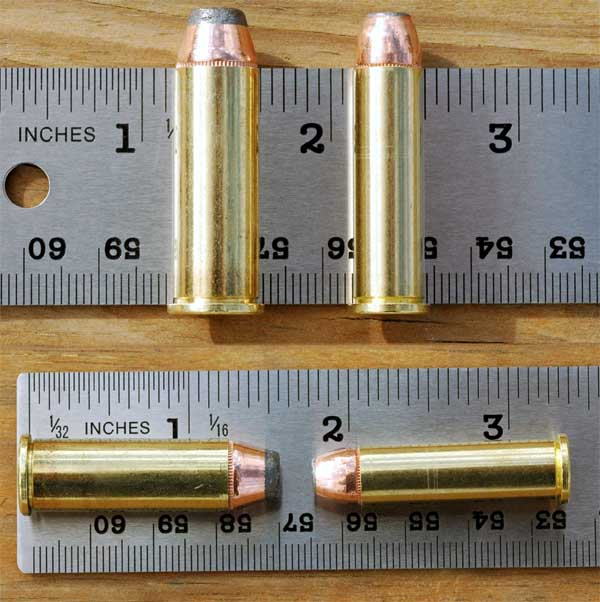
Patroner i kaliber .44 Magnum

.44 Magnum (10,9 × 33 mm) är en patron designad av Elmer Keith för grovkalibriga revolvrar. Patronen introducerades på marknaden 1956 då både Smith & Wesson och Sturm, Ruger & Co. lanserade revolvrar i kaliber .44 Magnum. Kalibern har också använts i karbiner och automatpistoler trots att flänsen i patronens botten gör den mindre lämplig för andra vapen än revolvrar.
.44 Magnum har en grov och tung kula (normalt runt 16 gram) som ofta uppnår utgångshastigheter över 400 meter per sekund vilket ger kulan betydligt mer energi än till exempel .45 ACP. Nackdelen är den hårda rekylen som är påfrestande för skytten och gör att det tar längre tid att sikta om mellan skotten. En annan nackdel är att det höga gastrycket gör att trumma eller patronläge måste göras starkt vilket ger ett tyngre vapen.

## .44 Magnum i populärkultur

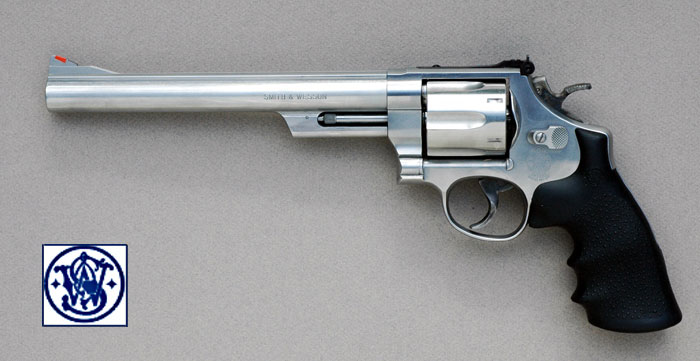
Smith & Wesson model 629

Trots att kalibern snabbt blev populär bland vapenentusiaster var den länge relativt okänd bland allmänheten. Detta ändrades 1971 när actionfilmen Dirty Harry med Clint Eastwood i huvudrollen hade premiär. Rollfiguren Harry Callahan använde en Smith & Wesson Model 29 och beskrev den som ”the most powerful handgun in the world”. Vapen i den kalibern har sedan dess dykt upp i otaliga filmer vilket har gett patronen en smått legendarisk status.

## Vapen i kaliber .44 Magnum

### Revolvrar
- Smith & Wesson Model 629
- Ruger Super Blackhawk
- Ruger Super Redhawk

### Pistoler
- Desert Eagle

### Karbiner
- Marlin Model 1894